# Волинський Рафаель Освальдович
Рафаель Освальдович Волинський (нар. 11 листопада 1923, Харків — пом. 11 листопада 1992, Харків) — український художник і скульптор; член Харківської організації Спілки радянських художників України з 1961 року.

## Біографія
Народився 11 листопада 1923 року в місті Харкові (нині Україна) в єврейській інтелігентній сім'ї. Його батько, Освальд Соломонович Волинський, був художником, а мати, Маріам Марківна Волинська — викладачем російської мови та літератури. 1932 року поступив до ізостудії Харківського палацу піонерів, де брав участь у всіх художніх виставках. Протягом 1940—1941 років навчався в Харківському художньому училищі.
Під час німецько-радянської війни служив в Червоній армії автоматником 57-го стрілецького полку. 9 вересня 1944 року був поранений. Після лікування поранення та контузії, отриманих на фронті, деякий час виконував художньо-оформлювальні роботи на Челябінському тракторному заводі.
Протягом 1945—1946 років продовжив навчання в Харківському художньому училищі. У 1946—1949 роках навчався у Харківському художньому інституті. У 1951 році працював у Сумському товаристві художників, у 1952 році переїхав до Києва, де до 1955 року працював ілюстратором у Держлітвидаві УРСР та інших видавництвах. У 1956—1957 роках продовжив навчання у Харківському художньому інституті. Його викладачами були зокрема Леонід Чернов, Василь Мироненко.
У 1960—1970 роках працював у харківському видавництві «Прапор». Викладав у Харківському художньому училищі. Жив у Харкові, в будинку на вулиці Маяковського, № 18, квартира 2. Помер у Харкові 11 листопада 1992 року. Похований у Харкові.

## Тврчість
Працював у галузях станкової та книжкової графіки, монументально-декоративного мистецтва. Серед робіт:
- «Лист із фронту» (1949, літографія);
- «Ленін у гостях у селянських школярів» (1949, темпера);
- «Олександр Пушкін серед героїв своїх казок» (1949, олія);
- серія «Хлопчик із пальчик» (1949, акварель);
- «Новий дім» (1951, олія; Сумський краєзнавчий музей);
- «Гоголь серед селян» (1951, акварель);
- «Зима» (1959, гуаш);
- «Лист з фронту» (1959, кольорова автолітографія);
- серія «Дівчата новобудов» (1960, гуаш);
- «За шиттям» (1962, кольоровий офорт);
- серія малюнків на тему Данте (1965, олівець);
- «Портрет дівчинки» (1968, акварель);
- «Портрет сталевара» (1968, акварель).

ілюстрації до книг і журналів
- Альманах для дітей «Костер» (1951);
- «Оповідання» Олександра Серафимовича (1953);
- «Сатира» Остапа Вишні (1954);
- «Челкаш», «26 та одна», «Пристрасті-мордасті» Максима Горького (1957, акварель, гуаш);
- казка «Нікельований чайник» Казимири Полякової (1958);
- «Про нашого Вадика та в садку» Інни Христенко (1960);
- «У гостях у звірів» Олександра Кравцова (1961);
- «Листя летять проти вітру» Василя Бондаря (1963);
- «Вояка» Леоніда Юхвіда (1963);
- «Срібне копитце» Павла Бажова (1964);
- «Все правда» Василя Бондаря (1964);
- «У морі людському не тонуть» Віталія Холода (1965);
- «Смішинки з перцем» Юрія Стадниченка (1970);
- «Майже все про Володю» Давида Вишневського (1974).

монументальне мистецтво
- панно триптих «Партизани» для автопавільйону у Сумах (1967);
- обеліск «Перемога» з мозаїчним барельєфом біля входу до парку «Перемога» Бєлгорода (1968, частково втрачений);
- декоративні вітражі книгарні «Кобзар» у Харкові (1970, втрачені).
- рельєфи «Григорій Сковорода», «Кобзар» (обидва — 1970).